# Kościół Wniebowzięcia Najświętszej Maryi Panny w Konstancinie-Jeziornie
Kościół Wniebowzięcia Najświętszej Maryi Panny w Konstancinie-Jeziornie – rzymskokatolicki kościół parafialny należący do dekanatu konstancińskiego archidiecezji warszawskiej.
Kościół został ufundowany przez hrabinę Józefę z Iwaszkiewiczów Dąmbską. Ziemię pod budowę świątyni ofiarował hrabia Witold Skórzewski. W 1910 roku został poświęcony kamień węgielny przez ks. Stanisława Kozłowskiego, proboszcza parafii św. Zygmunta w Słomczynie, do której ówcześnie należał Konstancin. Ukończony kościół został poświęcony w 1913 roku przez księdza prałata Leopolda Łyszkowskiego. Budowla została zaprojektowana w stylu neogotyckim przez dwóch architektów: Józefa Piusa Dziekońskiego i Zdzisława Mączeńskiego. Wnętrze i wyposażenie świątyni zostało częściowo wykonane przez Józefa Rostkowskiego. We wrześniu 1976 roku została erygowana parafia przez księdza kardynała Stefana Wyszyńskiego.
Świątynia jest murowana i nieotynkowana. Składa się z prostokątnego korpusu nawowego, zamkniętego trójbocznie prezbiterium, po bokach którego są umieszczone dwie zakrystie. Korpus poprzedza prostokątny, trójarkadowy podcień, na którym jest oparta wieża-dzwonnica. Stoi ona na osi nawy głównej i posiada zwężający się ku górze kształt prostokątny. Kościół pokryty jest stromymi dachami dwuspadowymi, pokrytymi współczesną dachówką. Wnętrze jest trójnawowe, pseudobazylikowe. Znajdują się w nim wieloboczne filary, które podtrzymują sklepienie kryształowe. Neogotyckie konfesjonały i ołtarz główny zaprojektował Józef Rostkowski. Obraz znajdujący się w ołtarzu głównym, pędzla Bronisława Wiśniewskiego przedstawia Wniebowzięcie Najświętszej Maryi Panny. Obraz w lewym ołtarzu bocznym przedstawia św. Antoniego Padewskiego, obraz w prawym ołtarzu bocznym przedstawia św. Ekspedyta. We wnętrzu można zobaczyć również oryginalną terakotę i witraże.